# João Alberto Barbosa Carmona
João Alberto Barbosa Carmona ComC • GOSE • MOCE (Lisboa, 9 de Julho de 1892 - 28 de Fevereiro de 1958) foi um engenheiro e militar português.

## Biografia
Nasceu na cidade de Lisboa, em 9 de Julho de 1892.
Diplomou-se em Engenharia pelo Instituto Superior Técnico da Universidade Técnica de Lisboa, e tirou o curso de artilharia a pé, na Escola do Exército.
Participou na Primeira Guerra Mundial, tendo permanecido no exército português até 1929, atingindo o posto de Major. Nesse ano empregou-se como adjunto na divisão de Pontes da Junta Autónoma das Estradas, tendo sido promovido a subchefe daquele órgão em Dezembro de 1933, e a chefe em Julho de 1935. Permaneceu neste posto até 25 de Junho de 1948, data em que foi nomeado como engenheiro inspector superior de obras públicas.
Destacou-se por ter conduzido a construção e a remodelação de cerca de trezentas pontes, grande parte delas na Linha da Beira Alta, como a do Milijoso, Trezói, Criz, Breda, Dão, e Várzeas, e colaborou na construção do Aqueduto Duarte Pacheco e das Pontes da Arrábida, Vila Franca de Xira. Também desenhou a Ponte da Ribeira do Roxo e fiscalizou e realizou os cálculos da construção das Pontes do Sol Posto, no Alentejo, e Salazar, sobre o Rio Dão, como adjunto de António Ferrugento Gonçalves. Participou igualmente em várias missões de engenharia, em território nacional e no estrangeiro.
Morreu em 28 de Fevereiro de 1958.

## Condecorações e homenagens
Foi louvado pela Ordem do Exército, tendo recebido as Medalhas de Guerra, da Vitória, da Defesa Marítima, de Ouro de Comportamento Exemplar, Grande-Oficial da Ordem Militar de Sant'Iago da Espada a 10 de Outubro de 1941 e Comendador da Ordem Militar de Cristo a 5 de Agosto de 1944. Foi homenageado numa sessão plenária do Conselho Superior de Obras Públicas, realizada no dia 21 de Março de 1958.